# Joseph H. M. Steenbrink
Joseph Henri Maria Steenbrink (1947) é um matemático neerlandês, especialista em geometria algébrica.
Steenbrink obteve um doutorado em 1974 na Universidade de Amsterdã, orientado por Frans Oort, com a tese Limits of Hodge Structures and Intermediate Jacobians. É atualmente professor da Universidade Radboud de Nijmegen.
Steenbrink foi palestrante convidado do Congresso Internacional de Matemáticos em Quioto (1990: Applications of Hodge Theory to Singularities).
Dentre seus alunos de doutorado consta Aise Johan de Jong.

## Publicações selecionadas
- com Christiaan A. M. Peters: Mixed Hodge Structures, Ergebnisse der Mathematik und ihrer Grenzgebiete, Springer Verlag 2008
- com Steven Zucker: Variation of mixed Hodge structure, I, Invent. Math., 80 (1985) 489–542 doi:10.1007/BF01388729
- editor com Vladimir Arnold and Gert-Martin Greuel: Singularities: The Brieskorn Anniversary Volume, Birkhäuser 1998; 2012 pbk reprint. [S.l.: s.n.]
- editor com Gerard van der Geer e Oort: Arithmetic Algebraic Geometry, Birkhäuser 1991; 2012 pbk reprint. [S.l.: s.n.]
- com Yoshinori Namikawa: Global smoothing of Calabi-Yau-threefolds, Inventiones Mathematicae, vol. 122, 1995, pp. 403–419 doi:10.1007/BF01231450